# Lijst van voetbalinterlands Moldavië - Rusland
Deze lijst van voetbalinterlands is een overzicht van alle officiële voetbalwedstrijden tussen de nationale teams van Moldavië en Rusland. De landen speelden tot op heden vier keer tegen elkaar. De eerste ontmoeting, een vriendschappelijke wedstrijd, werd gespeeld op 4 juni 2000 in Chisinau. Het laatste duel, eveneens een vriendschappelijke wedstrijd, vond plaats in de Moldavische hoofdstad op 12 november 2020.

## Wedstrijden
| № | Plaats   | Datum            | Competitie           | Wedstrijd          | Uitslag |
| - | -------- | ---------------- | -------------------- | ------------------ | ------- |
| 1 | Chisinau | 4 juni 2000      | Vriendschappelijk    | Moldavië – Rusland | 0 – 1   |
| 2 | Moskou   | 12 oktober 2014  | EK 2016 kwalificatie | Rusland − Moldavië | 1 − 1   |
| 3 | Chisinau | 9 oktober 2015   | EK 2016 kwalificatie | Moldavië − Rusland | 1 − 2   |
| 4 | Chisinau | 12 november 2020 | Vriendschappelijk    | Moldavië − Rusland | 0 − 0   |

## Samenvatting
| Competitie        | Totaal gespeeld | Winst Moldavië | Gelijk | Winst Rusland | Doelsaldo Moldavië – Rusland |
| ----------------- | --------------- | -------------- | ------ | ------------- | ---------------------------- |
| EK-kwalificatie   | 2               | 0              | 1      | 1             | 2 − 3                        |
| Vriendschappelijk | 2               | 0              | 1      | 1             | 0 − 1                        |
| Totaal            | 4               | 0              | 2      | 2             | 2 − 4                        |

## Details

### Eerste ontmoeting
| Vriendschappelijk (Chisinau, Moldavië, 4 juni 2000): |              | |
| Moldavië | 0 – 1        | Rusland |
| | goals        | 14' Maxim Boeznikin |
| Alexandru Maţiura | bondscoach   | Oleg Romantsev |
| Eugen Hmaruc Alexandru Covalenco Adrian Sosnovschi Ion Testemiţanu Radu Rebeja 67' Iuri Osipenco 53' Alexandru Curtianu Igor Oprea Oleg Şişchin 46' Serghei Epureanu 79' Serghei Clescenco | opstellingen | Roeslan Nigmatoellin Dmitri Chlestov 53' Viktor Boelatov Gennadi Nizhegorodov Rolan Goesev Jevgeni Boesjmanov 59' Viktor Onopko 53' Vladimir Besjastnik Jegor Titov 52' Maksim Boeznikin 76' Andrej Tikhonov |
| Valeriu Catînsus 46' Vladimir Gaidamaşciuc 53' Lilian Popescu 67' Serghei Rogaciov 79' | wissels      | 52' Aleksandr Panov 53' Sergej Semak 53' Dmitri Chochlov 59' Joeri Drozdov 76' Dmitri Loskov |
| | rode kaarten | 63', 78' Joeri Drozdov |

### Tweede ontmoeting
| EK 2016 kwalificatie (Moskou, Rusland, 12 oktober 2014): |              | |
| Rusland | 1 – 1        | Moldavië |
| Artjom Dzjoeba 73' (pen.) | goals        | 74' Alexandru Epureanu |
| Fabio Capello | bondscoach   | Alexandru Curtianu |
| Igor Akinfejev Vasili Berezoetski Sergej Parsjivljoek Sergej Ignasjevitsj Vladimir Granat Aleksej Ionov 75' Denis Gloesjakov Alan Dzagojev Denis Tsjerysjev 62' Aleksandr Kerzjakov 46' Artjom Dzjoeba | opstellingen | Ilie Cebanu Alexandru Epureanu Victor Golovatenco Igor Armaş Iulian Erhan Ion Jardan Artur Ioniţă 73' Andrei Cojocari 82' Alexandru Dedov Alexandru Gaţcan 46' Igor Picuşceac |
| Magomed Ozdojev 46' Dmitri Poloz 62' Georgi Sjtsjennikov 75' | wissels      | 46' Artur Pătraş 73' Petru Racu 82' Eugen Sidorenco |
| | gele kaarten | 33' Iulian Erhan 72' Victor Golovatenco 90+2' Eugen Sidorenco |

### Vierde ontmoeting
| Vriendschappelijk (Chisinau, Moldavië, 12 november 2020): |       |         |
| Moldavië                                                  | 0 – 0 | Rusland |
|                                                           | goals |         |

FMF · A-internationals · Bondscoaches · Moldavisch vrouwenelftal · Moldavië U21 · Moldavië U20 · Moldavië U19 · Moldavië U18 · Moldavië U17 · Moldavië U16
1990 – 1999 ·
2000 – 2009 ·
2010 – 2019 ·
2020 − 2029
1991 · 1992 · 1993 · 1994 · 1995 · 1996 · 1997 · 1998 · 1999 · 2000 · 2001 · 2002 · 2003 · 2004 · 2005 · 2006 · 2007 · 2008 · 2009 · 2010 · 2011 · 2012 · 2013 · 2014 · 2015 · 2016 · 2017 · 2018 · 2019 · 2020 · 2021 · 2022 · 2023 · 2024
Albanië ·
Andorra ·
Armenië ·
Azerbeidzjan ·
Bosnië en Herzegovina ·
Bulgarije ·
Canada ·
Cyprus ·
Denemarken · 
Duitsland ·
El Salvador · 
Engeland ·
Estland ·
Faeröer ·
Finland ·
Frankrijk ·
Georgië ·
Gibraltar ·
Griekenland ·
Hongarije ·
Ierland ·
IJsland ·
Indonesië ·
Israël ·
Italië ·
Ivoorkust ·
Jordanië ·
Kaaimaneilanden ·
Kameroen ·
Kazachstan ·
Kirgizië ·
Kosovo ·
Kroatië ·
Letland ·
Liechtenstein ·
Litouwen ·
Luxemburg ·
Malta ·
Montenegro ·
Nederland ·
Noord-Ierland ·
Noord-Macedonië ·
Noorwegen ·
Oeganda ·
Oekraïne ·
Oostenrijk ·
Polen ·
Portugal ·
Qatar ·
Roemenië ·
Rusland ·
San Marino ·
Saoedi-Arabië ·
Schotland ·
Servië ·
Slovenië ·
Slowakije ·
Tsjechië ·
Turkije ·
Venezuela ·
Verenigde Arabische Emiraten ·
Verenigde Staten ·
Wales ·
Wit-Rusland ·
Zuid-Korea ·
Zweden ·
Zwitserland
RFS · A-internationals · Bondscoaches · Selecties · Statistieken · Russisch vrouwenelftal · Rusland U21 · Rusland U20 · Rusland U19 · Rusland U18 · Rusland U17 · Rusland U16
1912 – 1914 · 
1992 – 1999 · 
2000 – 2009 · 
2010 – 2019 ·
2020 − 2029
EK 1992** · 
EK 1996 · 
EK 2004 · 
EK 2008 · 
EK 2012 · 
EK 2016 · 
EK 2020
WK 1994 · 
WK 1998 · 
WK 2002 · 
WK 2006 · 
WK 2010 · 
WK 2014 · 
WK 2018
OS 1912
1912 · 
1913 · 
1914 · 
1915–1991 · 
1992 · 
1993 · 
1994 · 
1995 · 
1996 · 
1997 · 
1998 · 
1999 · 
2000 · 
2001 · 
2002 · 
2003 · 
2004 · 
2005 · 
2006 · 
2007 · 
2008 · 
2009 · 
2010 · 
2011 · 
2012 · 
2013 · 
2014 · 
2015 · 
2016 · 
2017 · 
2018 ·
2019 ·
2020 ·
2021 ·
2022 ·
2023 ·
2024 ·
2025
Albanië ·
Algerije ·
Andorra · 
Argentinië ·
Armenië · 
Azerbeidzjan · 
België ·
Bolivia · 
Brazilië ·
Brunei ·
Bulgarije · 
Chili ·
Costa Rica ·
Cuba ·
Cyprus · 
Denemarken · 
Duitsland · 
Egypte ·
Engeland ·
El Salvador ·
Estland · 
Faeröer · 
 Finland · 
Frankrijk · 
Georgië · 
Ghana ·
Grenada ·
Griekenland · 
Hongarije ·
Ierland ·
IJsland ·
Irak ·
Iran ·
Israël · 
Italië ·
Ivoorkust ·
Japan ·
Joegoslavië ·
Kameroen ·
Kazachstan ·
Kenia ·
Kirgizië ·
Kroatië · 
Letland · 
Liechtenstein · 
Litouwen · 
Luxemburg ·  
Malta ·
Marokko · 
Mexico · 
Moldavië · 
Montenegro · 
Nederland · 
Nieuw-Zeeland ·
Noord-Ierland · 
Noord-Macedonië ·
Noorwegen · 
Oekraïne · 
Oezbekistan ·
Oostenrijk · 
Polen ·
Portugal ·
Qatar · 
Roemenië · 
San Marino · 
Saoedi-Arabië · 
Schotland · 
Servië · 
Slovenië · 
Slowakije · 
Spanje · 
Syrië ·
Tadzjikistan ·
Tsjechië · 
Tunesië ·
Turkije ·
Uruguay · 
Verenigde Arabische Emiraten · 
Verenigde Staten ·
Vietnam  ·
Wales · 
Wit-Rusland ·
Zambia · 
Zuid-Korea · 
Zweden · 
Zwitserland
Algerije (2014) · 
België (2014) · 
België (2021) · 
Denemarken (2021) ·
Egypte (2018) ·
Engeland (2016) ·
Finland (2021) ·
Griekenland (2008) ·
Griekenland (2012) ·
Kroatië (2018) ·
Nederland (2008) ·
Polen (2012) ·
Saoedi-Arabië (2018) ·
Slowakije (2016) ·
Spanje (2008, groepsfase) ·
Spanje (2008, halve finale) ·
Spanje (2018) ·
Tsjechië (2012) ·
Uruguay (2018) ·
Wales (2016) ·
Zuid-Korea (2014) ·
Zweden (2008)
** = Onder de naam Gemenebest van Onafhankelijke Staten